# Euploea dentiplaga
Euploea dentiplaga är en fjärilsart som beskrevs av Rothschild 1915. Euploea dentiplaga ingår i släktet Euploea och familjen praktfjärilar. IUCN kategoriserar arten globalt som livskraftig. Inga underarter finns listade i Catalogue of Life.